# Eileen Duggan
Eileen May Duggan OBE (* 21. Mai 1894 in Tuamarina, Blenheim, Marlborough District, Südinsel, Neuseeland; † 10. Dezember 1972 in Wellington) war eine neuseeländische Dichterin und Schriftstellerin.

## Leben

### Herkunft, Studium und Lehrerin
Eileen Duggan war die Tochter von John Duggan, der als Schienenverleger bei der New Zealand Railways (NZRC) arbeitete, und dessen Frau Julia Begley, die bei aus dem County Kerry in Irland stammten. Während ihrer Kindheit lebte sie in einem Cottage, das ihr Vater in Tuamarina gebaut hatte, eine kleine Farmgemeinde am nördlichen Rand der Wairau Plains und umschlossen von den Hügeln, Büschen und Sümpfen des nahe gelegenen Wairau River. Diese Landschaft, in der sie zahlreiche Vergnügungen fand, übte einen starken Einfluss auf ihre Dichtkunst der 1920er und 1930er Jahre aus und sich beschrieb dies später wie folgt: „Gefragt zu werden, über Tua Marina zu schreiben, ist beinahe wie ein Frage, über sich selbst zu schreiben“ (‚To be asked to write of Tua Marina is almost like a request to write on self‘).
Sie besuchte zunächst die Grundschule von Tuamarina und nach dem Gewinn eines nationalen Jugendstipendiums zwischen 1907 und 1910 die Marlborough High School. Nach ihrer Rückkehr arbeitete sie von 1912 bis 1913 zuerst als Schüler-Lehrerin an ihrer alten Grundschule und begann dann 1914 ein Studium am Teachers’ Training College in Wellington, ehe sie von 1915 bis 1917 ein Studium am Victoria University College. Dieses schloss sie 1917 mit einem Bachelor of Arts (B.A.) in den Fächern Latein, Pädagogik, Englisch und Geschichte Englands ab. Ein darauf folgendes postgraduales Studium im Fach Geschichte beendete sie 1918 mit einem Master of Arts (M.A.) mit höchster Auszeichnung. Anschließend nahm sie eine Tätigkeit als Lehrerin an der Dannevirke High School auf, die sie allerdings bereits 1919 aus gesundheitlichen Gründen wieder aufgeben müsste.

### Familiäre Schicksalsschläge und eigene Erkrankung an Parkinson
Danach war Eileen Duggan seit 1919 als hauptberufliche Schriftstellerin tätig, musste aber Anfang der 1920er Jahre zahlreiche familiäre Schicksalsschläge hinnehmen. Zunächst starb 1921 ihre ältere Schwester Evelyn Duggan, ihre engste Vertraute in der Kindheit, an Nephritis. 1923 verstarben ihre Eltern, mit denen sie zusammenlebte, innerhalb weniger Monate. Danach lebte sie zeitweise bei ihrer ältesten Schwester Mary Duggan, überwiegend jedoch in einer katholischen Herberge in Wellington, in der sie Julia McLeely traf, die zu ihrer Freundin und Begleiterin für den Rest ihres Lebens wurde.
1926 arbeitete Eileen Duggan kurzzeitig als Lehrerin am St Patrick’s College in Wellington, ehe sie eine einjährige Tätigkeit als Assistant Lecturer am Victoria University College aufnahm. Diese Ernennung bezeichnete sie in einem Brief an die australische Autorin Nettie Palmer als ihr „Land von Ägypten und Haus der Knechtschaft“ (‚Land of Egypt and House of Bondage‘). Der Ausbruch der Parkinson-Krankheit zwang sie erneut, die Lehrtätigkeit aufzugeben. Anschließend führte sie ein abgesondertes, aber nicht zurückgezogenes Leben in Wellington. Nachdem ihre Schwester Mary Duggan 1931 Witwe geworden war, lebte sie mit dieser und Julia McLeely zusammen. Für Eileen Duggan, die eine schüchterne, sensible Frau mit blauen Augen und rot-goldenem Haar war, waren die fortbestehende Kränklichkeit und ihre allgemeine Schwäche die Gründe für die Zurückweisung von zwei Heiratsanträgen. Aber ihre Entscheidung war möglicherweise ebenso beeinflusst von ihrer Vorstellung einer künstlerischen Berufung, von der sie glaubte, diese nicht mit einer Ehe verbinden zu können.

### Autorin, Dichterin, Essayistin und Journalistin
1931 besaß sie bereits einen anerkannten Ruf als Autorin und veröffentlichte regelmäßig Texte zu historischen oder literaturkritischen Themen, Kurzgeschichten und eine wöchentliche Kolumne mit dem Titel „The Catholic Woman“ in The New Zealand Tablet, die sie seit 1927 unter dem Pseudonym „Pippa“ verfasste. Unter diesem Pseudonym war sie weit bekannt in der katholischen Gemeinschaft Neuseelands und erlangte ebenfalls Bedeutung als Autorin von Gelegenheitsgedichten für besondere Ereignisse im Kirchenjahr. In zahlreichen ihren Texten unterstützte sie die Arbeit für religiöse Kongregationen und Wohltätigkeitsorganisationen und arbeitete auch als Essayistin und Journalistin mit Artikeln in The Sun, The Press in Christchurch, The Bulletin in Sydney, The New English Weekly in London sowie Commonweal in New York City.
Ihre größte schriftstellerische Bekanntheit bei einer weiten Gemeinschaft in Neuseeland und Übersee hatte sie aufgrund ihrer Tätigkeit als Dichterin. Bereits während des Studiums am Teachers’ Training College in Wellington hatte sie mit dem Verfassen von Gedichten begonnen, die seit 1917 in The New Zealand Tablet erschienen. Zwischen 1922 und 1951 veröffentlichte sie fünf Anthologien, von denen zwei in Folgeauflagen erschienen und drei Hauptwerke jeweils zeitgleich auch in England und den USA erschienen. Trotz ihres ruhigen Lebensstils setzte sie ihre fruchtbare Korrespondenz fort, insbesondere mit einer großen Anzahl von literarischen Persönlichkeiten in Neuseeland, Australien und England.
Eileen Duggans frühe Lyrik reflektierte ihre irische Herkunft und ihre Veröffentlichung fiel mit der wachsenden lokalen Unterstützung für die irische Selbstverwaltung zusammen. Als sie Mitte der 1920er Jahre die Möglichkeit auf eine Reise nach Irland ablehnte, widmete sie sich klarer Neuseeland und seiner Literatur. Dies zeigte sich in den einfachen, aber populären Versen der New Zealand Bird Songs, in den Versuchen, die Traditionen der Māori und maorische Sprache in ihren Texten zu verbinden, in volkstümlichen Balladen, die sich mit dem Leben normaler Arbeiter und Arbeiterinnen im ländlichen Neuseeland befasstem, sowie in intensiven persönlichen Gedichten, die in lebendig realisierten Landschaften spielten. Während ihrer gesamten schriftstellerischen Laufbahn erfolgte im Bewusstsein des Schreibens in einer Gemeinschaft mit wenigen eigenen literarischen Traditionen.
Ihre Dichtkunst ist gekennzeichnet durch ihre auffällige religiöse Dimension, die von einfacher devotionaler Textgestaltung, über Gedichte, die die Heiligkeit der von Gott geschaffenen Welt, bis hin zu mehr entbehrenden und düsteren Meditationen über die moralischen Auswirkungen menschlichen Handelns reichten.

### Auszeichnungen und letzte Lebensjahre
Eileen Duggan, der 1937 das Offizierskreuz des Order of the British Empire (OBE) verliehen wurde, war die erste neuseeländische Dichterin, die internationale Anerkennung erfuhr. 1939 wurde sie in die Gallery of Living Catholic Authors aufgenommen und 1943 Ehren-Fellow der Royal Society of Literature. Zur finanziellen Unterstützung wurde ihr im August 1942 von der New-Zealand-Labour-Party-Regierung von Premierminister Peter Fraser eine staatliche Pension zugesprochen.
Nach 1951 veröffentlichte sie keine weiteren Gedichte, was mit dem Umbruch der neuseeländischen Kulturlandschaft und einem Wandel der literarischen Mode zusammenhing, aber auch mit der nicht vorhandenen Sympathie zu den kritischen Urteilen von Allen Curnow in dessen einflussreichen Anthologien. Nach langwierigen und schwierigen Verhandlungen in den späten 1950er Jahren, lehnte sie die Verwendung jeglicher Werke in der von Curnow 1960 herausgegebenen Penguin Anthology of New Zealand Verse ab. Im Anschluss beschränkte sie sich auf historische und religiöse Schriften.
Eileen Duggan verstarb am 10. Dezember 1972 im Calvary Hospital in Wellington.

## Veröffentlichungen

### Gedichtbände
- Poems, 1921
- New Zealand Bird Songs, 1929
- Poems, 1937/1939
- New Zealand Poems, 1940
- More Poems, 1951

posthume Veröffentlichungen
- Selected poems, 1994

### Sonstige Veröffentlichungen
- Papers Re Eileen Duggan, Mitautorin Grace Mary Burgess, 1915
- In the Savage South Solomons, 1932
- 1874-1934, Francis Redwood, S.M., Abp. of Wellington, 1934
- Dedication, 1938
- James Cook of Marton, 1939
- Wellington in Verse and Picture, 1940
- Centenary: Sisters of Mercy, Wellington ; 1861-1961, 1961
- Sisters of the Missions Golden Jubilee, 1912-1962, Lower Hutt, 1962
- New Zealand, Mitautor Patrick Joseph Corish, 1971

## Hintergrundliteratur
- Peggy Gaddis: Eileen Duggan, 1952
- Francis Michael McKay: Eileen Duggan, Wellington, 1977
- G. Burgess:  A gentle poet, Carterton, 1981
- P. Whiteford: Introduction to Selected poems by E. Duggan, Wellington, 1994
- M. Leggott: Opening the archive: Robin Hyde, Eileen Duggan and the persistence of record, in: Opening the book. Ed. M. Williams & M. Leggott. Auckland, 1995